# Thomas Andrew Donnellan
Thomas Andrew Donnellan (24 de janeiro de 1914 — 15 de outubro de 1987) foi um prelado americano da Igreja Católica que serviu como o nono bispo da Diocese de Ogdensburg em Nova Iorque de 1964 a 1968, e como o segundo arcebispo da Arquidiocese de Atlant, na Geórgia, de 1968 até sua morte em 1987.

## Biografia

### Juventude e ministério
O mais velho de dois filhos, Thomas Donnellan nasceu em 24 de janeiro de 1914, no Bronx, Nova Iorque, filho de Margaret (nascida Egan) e Andrew Donnellan. Depois de se formar na escola secundária Regis no Bronx em 1931, Donnellan entrou no Seminário São José em 1933.
Donnellan foi ordenado ao sacerdócio pelo então arcebispo Francis Spellman em 3 de junho de 1939. Em 1942, Donnellan recebeu um doutorado em Direito Canônico pela Universidade Católica da América em Washington, DC 
Após a formatura, Donnellan foi nomeado pároco assistente da Catedral de São Patrício em Nova York, tornando-se secretário do cardeal Spellman em 1954. Em 1962, Donnellan tornou-se reitor do Seminário São José em Yonkers, Nova Iorque. 
Em junho de 1954, o Papa Pio XII nomeou Donnellan como camareiro papal em março de 1958 e mais tarde como prelado doméstico. Em dezembro de 1962, o Papa João XXIII elevou Donnellan ao posto de protonotário apostólico.

### Bispo de Ogdensburg
Em 28 de fevereiro de 1964, o Papa Paulo VI nomeou Donnellan como bispo da Diocese de Ogdensburg. Ele foi consagrado em 9 de abril de 1964 pelo cardeal Francis Spellman na Catedral de São Patrício, e instalado em 13 de abril. 

### Arcebispo de Atlanta
Em 29 de maio de 1968, após a morte do arcebispo Paul Hallinan, o bispo Donnellan foi nomeado por Paulo VI como o segundo arcebispo de Atlanta; ele foi instalado em 16 de julho de 1968. Durante seu mandato de 19 anos, Donnellan guiou a arquidiocese por um amplo crescimento, com o número de católicos no norte da Geórgia quase triplicando de 50.000 em 1968 para mais de 133.000.
Com seu mandato como chefe de uma arquidiocese do sul dos Estados Unidos começando após o assassinato do líder dos direitos civis Martin Luther King Jr., Donnellan lidou com muitas questões relacionadas ao movimento dos direitos civis. Em janeiro de 1970, ele barrou novas matrículas nas escolas católicas da arquidiocese como gesto de apoio à integração dos sistemas de escolas públicas locais.
Em 1984, Donnellan foi um dos co-autores de Economic Justice For All: Catholic Social Teaching and the US Economy, que foi apresentado numa reunião da Conferência dos Bispos Católicos dos Estados Unidos. O documento exortava a uma perspectiva moral ao ver a economia do ponto de vista dos pobres do país. 

### Morte e legado
Em maio de 1987, Donnellan sofreu um derrame e faleceu em 15 de outubro de 1987, em Talantia. Seu funeral foi realizado na igreja matriz da arquidiocese, a Catedral de Cristo Rei, e contou com a presença de mais de mil enlutados, tendo como presidente da celebração o então pró-núncio apostólico nos Estados Unidos, o arcebispo Pio Laghi.
Seus restos mortais jazem no cemitério de Arlington em Sandy Springs, Geórgia. A escola Archbishop Donnellan foi inaugurada em 1996. Agora é conhecida como Escola Preparatória Holy Spirit.